# Oskar Stock

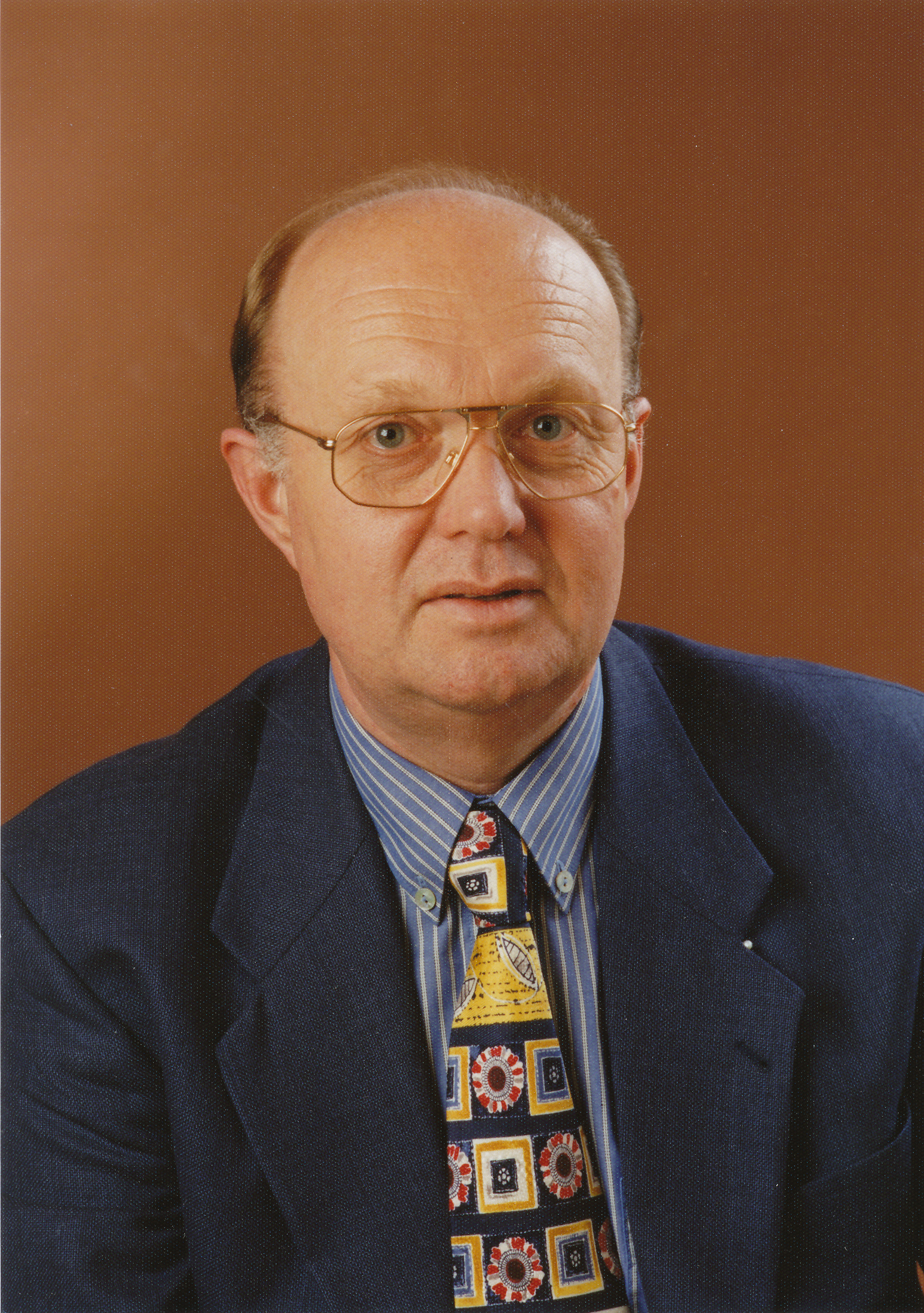
Oskar Stock

Oskar Stock (* 7. Mai 1946 in Landshut) ist ein deutscher Schriftsteller und Aphoristiker. Er schreibt in bairischer Mundart und Hochdeutsch für Zeitungen, Kalenderverlage, Abreißkalender, Magazine, Rundfunk und TV. Seit seiner Jugend ist Oskar Stock schriftstellerisch tätig. Er schreibt zumeist heitere Gedichte, Gedichte über Sternzeichen, Kurzgeschichten und „Schmunzelverse“.

## Werke
- Aus dem Poeten-Schubladl. Hornung, Riemerling/Ottobrunn 1988.
- Von Mensch zu Mensch. Hornung, Riemerling/Ottobrunn 1991.
- Gedichte, die von Herzen kommen. Hornung, Riemerling/Ottobrunn 1994.
- Jeder Tag … wie ein Gedicht. Hornung, Riemerling/Ottobrunn ca. 1997.
- Für dich. Attenkofer, Straubing 2002.
- Wie im richtigen Leben. Attenkofer, Straubing 2006.
- Hab’ Sonne im Herzen. Attenkofer, Straubing 2009.
- Mit Humor geht alles besser. Attenkofer, Straubing 2013.
- Lachen macht glücklich, Attenkofer, Straubing 2015
- Frech wie Oskar, Attenkofer, Straubing 2017